# Bisdom Palmas-Francisco Beltrão
Het bisdom Palmas-Francisco Beltrão (Latijn: Dioecesis Palmensis-Beltranensis) is een rooms-katholiek bisdom met als zetels Palmas en Francisco Beltrão, in Brazilië. Het bisdom is suffragaan aan het aartsbisdom Cascavel.

## Geschiedenis
Het bisdom werd opgericht op 9 december 1933, als de territoriale prelatuur Palmas, uit delen van de bisdommen Lages en Ponta Grossa. Op 14 januari 1958 werd het verheven tot bisdom en werd suffragaan aan het aartsbisdom Curitiba. Op 16 oktober 1979 veranderde het van kerkprovincie en werd suffragaan aan het nieuw verheven aartsbisdom Cascavel. Op 7 januari 1987 veranderde het bisdom van naam naar Palmas-Francisco Beltrão. 

## Parochies
Het bisdom had in 2021 een oppervlakte van 18.719 km2 en telde 643.850 inwoners waarvan 87,8% rooms-katholiek was.

## Bisschoppen
- Antônio Mazzarotto (apostolisch administrator: 7 mei 1934 - 13 december 1947)

- Carlos Eduardo de Sabóia Bandeira Melo (13 december 1947 - 7 februari 1969)
- Agostinho José Sartori (16 februari 1970 - 24 augustus 2005)
  - Luiz Vicente Bernetti hulpbisschop: 12 juni 1996 - 2 februari 2005)
- José Antônio Peruzzo (24 augustus 2005 - 7 januari 2015)
- Edgar Xavier Ertl (27 april 2016 - heden)

Cascavel (aartsbisdom) · Foz do Iguaçu · Palmas-Francisco Beltrão · Toledo